# Coatepeque (jezioro)
Coatepeque – jezioro pochodzenia wulkanicznego znajdujące się 18 km na południe od Santa Ana w Salwadorze. Leży na wysokości 746 m n.p.m. przy maksymalnej głębokości 115 m.

## Powstanie
Jezioro znajduje się we wschodniej części kaldery o rozmiarach 7x10 km utworzonej w wyniku serii erupcji pomiędzy 72 000 a 51 000 lat temu. Kolejne erupcje utworzyły bazaltowe stożki żużlowe oraz doprowadziły do powstania sześciu kopuł lawowych, z czego najmłodsza o nazwie Cerro Pacho została utworzona  około 10 000 lat temu. Zalesiona jedyna wyspa o nazwie Isla de Cabra to najwyższa z powstałych kopuł. Obecnie jedynym dowodem aktywności wulkanicznej są występujące gorące źródła.